# كراسي موسيقية
لعبة الكراسي  هي لعبة يلعبها مجموعة من الأشخاص (غالباً من الأطفال) في مناسبة مخصصة للتسلية مثل حفلات النجاح تبدأ اللعبة بأي عدد من اللاعبين وعدد من الكراسي يقل واحداً عن عدد اللاعبين حيث ترتب الكراسي في دائرة (أو أي شكل مغلق إذا كانت المساحة محدودة، أحياناً ترتب في صفين) للخارج، ويقف اللاعبون في دائرة خارج دائرة الكراسي. يقوم شخص من خارج اللعبة بتشغيل أنشودة مسجلة أو القيام بالتصفيق. وفي هذه الأثناء يقوم اللاعبون بالدوران حول الكراسي. عندما يقوم المتحكم بالأنشودة بإيقافها فجائياً، لابد أن يتسابق اللاعبون للجلوس على الكراسي. اللاعب الذي يبقى خارجاً يخرج من اللعبة ويُخرج كرسي واحد. تستمر الأناشيد وتتكرر الدورة إلى ان يبقي لاعب واحد ويكون الفائز....

## اقرأ أيضاً
- حكرة بكرة